# 金鸡水库 (乐昌市)
金鸡水库是中国广东省韶关市乐昌市境内的一座水库，建于1964年。水库集雨面积为16.4平方千米。